# Allan (Drôme)
Allan [alɑ̃] ist eine französische Gemeinde mit 1.927 Einwohnern (Stand 1. Januar 2022) im Süden des Départements Drôme in der Region Auvergne-Rhône-Alpes. 

## Geographie
Allan liegt rund sieben Kilometer von Montélimar entfernt und wird vom Bach Raille durchquert, einem Zufluss der Rhône.

## Geschichte
Hoch über dem alten mittelalterlichen Dorf befindet sich die Burgruine Allan (Château d’Allan) aus dem 12. Jahrhundert, welches die Gemeinde bis zum 18. Jahrhundert bildete. 1337 werden große Anteile der Burg an den Grafen der Provence verkauft. 2 Jahre später baute selbiger einen neuen Donjon. Gegen Ende des 15. Jahrhunderts verdoppelte sich die Einwohnerzahl und die Ringmauer um die Burg herum wurde vergrößert. Erst um 1800 hat sich das Dorf in der heutigen Ebene angesiedelt. Das Schloss wurde 1857 aufgegeben, da es nur schlecht zu erreichen war und sich in der Ebene Wirtschaft und Bewohner ansiedelten. 1878 wurden Teile des Schlosses an das neue Dorf versteigert und dort zum Bau der Kirche und des Rathauses genutzt. Seit dieser Zeit existiert auf dem Schlossberg nur noch eine Ruine.

### Bevölkerungsentwicklung
| Jahr                       | 1962 | 1968 | 1975 | 1982 | 1990 | 1999 | 2007 | 2016 |
| Einwohner                  | 612  | 662  | 865  | 1145 | 1249 | 1385 | 1596 | 1706 |
| Quellen: Cassini und INSEE |      |      |      |      |      |      |      |      |

## Sehenswürdigkeiten
- Burgruine
- Reste einer Kapelle aus dem Jahr 1183

## Persönlichkeiten
- Camille Pic (1876–1951), Geistlicher

## Verkehr
Seit 1994 plant die SNCF einen TGV-Bahnhof für den LGV Méditerranée in Allan zu errichten. Dies soll der besseren touristischen Erschließung dienen. Bis heute wurde aber mit dem Bau des Bahnhofs nicht begonnen.